# 릴리언 기시
릴리언 다이애나 기시(영어: Lillian Diana Gish, 1893년 10월 14일 ~ 1993년 2월 27일)는 미국의 배우이다. 1910년대부터 1920년대까지 무성 영화 시대의 유명한 영화 배우였으며, 특히 데이비드 와크 그리피스 감독의 무성영화 시대 최고의 수익을 올린 <국가의 탄생>(1915년)에서의 주연을 비롯하여 <인톨러런스>(1916년), <꺾어진 꽃>(1919년), <동부 저 멀리>(1920년), <풍운의 고아>(1921년), <라 보엠>(1926년), <바람>(1928년) 등에 출연했다.
음성영화의 시대의 여명에 그녀는 연극 무대로 돌아와 활동하며 간간히 영화에도 출연했다. 아카데미 여우조연상 후보에 오른 서부 영화 <백주의 결투>(1946년)와 스릴러 <사냥꾼의 밤>(1955년)을 비롯하여 <제니의 초상>(1948년), <결혼식>(1978년), <달콤한 자유>(1986년) 등에서 조연으로 연기했다.
1950년대부터 1980년대까지는 텔레비전 연속극에 출연하기도 하였고 1987년 영화 <8월의 고래>에서 베티 데이비스와 함께한 것을 끝으로 배우 경력을 접었다.
이후 노년에는 무성영화의 가치와 보존에 있어 헌신적인 옹호자로 활동했다. 영화 배우로 유명했지만 연극에서도 큰 활약을 했고 1972년 미국 연극 명예의 전당에 헌액되었다. 1971년에는 아카데미에서 평생공로상을 받았으며 1982년 공연예술을 통해 미국 문화에 기여한 공로로 케네디 센터 명예상을 수상했다.
미국 영화의 영부인이라는 별명이 있었으며, 미국 영화 연구소(AFI)는 릴리언 기시를 현시대의 가장 위대한 여성 스타 가운데 17위로 선정하였다.

## 어린 시절

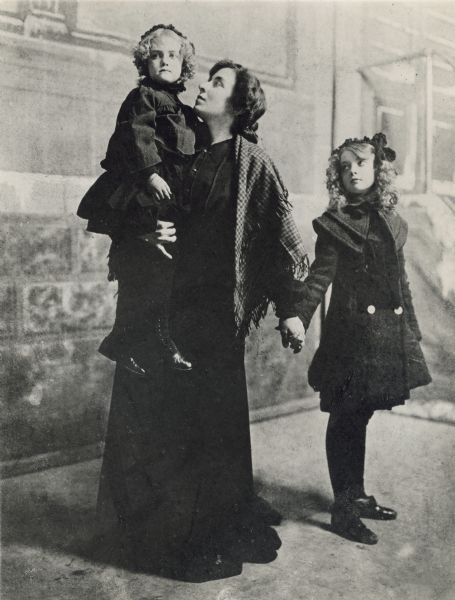
1903년 연극 <그녀의 첫 번째 잘못된 발걸음>의 여주인공 헬렌 래이와 함께한 도로시와 릴리언 기시

릴리언 기시는 오하이오주의 스프링필드에서 어머니 매리 로빈슨 맥코넬과 아버지 제임스 리 기시 사이에서 첫째로 태어났다. 동생 도로시가 있으며 그녀 역시 인기 있는 영화 배우가 되었다.
어머니는 스코틀랜드 성공회 계였고 아버지는 독일 루터교 계였다. 기시 가문의 초기 몇 대에걸쳐 덩커파 교회 목회자들이 있었다. 아버지는 알콜중독자였고 가족을 버리고 떠나버렸고 어머니는 배우 일을 하며 가족을 부양했다. 일리노이주의 세인트루이스로 이주하여 몇년간 릴리언의 이모네 집에서 지냈다. 거기에서 어머니는 매저스틱 캔디 키친이라는 가게를 열었고 딸들은 옆에 있던 오래된 매저스틱 극장 손님들에게 팝콘과 사탕을 파는 것을 도왔다. 그리고 세인트 헨리 학교를 다니며 학교 연극에도 참여했다.
1910년 딸들은 오하이오주 마실론에 있는 이모 에밀리와 함께 살고 있었는데 오클라호마주에 있는 아버지가 무척 위독하다는 통보를 받았다. 열 입곱이었던 릴리언은 아버지 형제인 알프래드 기시와 그의 아내 모디가 있는 오클라호마주 스와니로 내려갔다. 그때쯤 아버지는 이미 노먼에 있는 오클라호마 병원에 정신이상으로 입원해 있었는데 35마일 떨어진 스와니로 찾아왔고 부녀는 만나게 되었다. 릴리언은 삼촌 집에 머물면서 스와니 고등학교를 다녔다. 릴리언이 오하이오주로 돌아간 묯 달 후인 1912년이 아버지는 오클라호마주 노먼에서 사망했다.
사탕 가게 옆의 극장이 불타버리면서 가족은 뉴욕으로 이사했고 거기에서 딸들은 이웃의 글래디스 스미스와 친구가 됐다. 글래디스는 아역 배우로 D. W. 그리피스 감독과도 몇 작품을 함께했는데 나중에 매리 피치포드라는 예명을 쓰게 된다. 릴리언과 도로시가 나이가 되자 극단에 합류했고 종종 다른 극단에 속해서 순회 공연을 하기도 했다. 또 모델 일도 했으며 릴리언은 빅터 모렐의 모델이 되어주는 대신 성악 레슨을 받기도 했다.
1912년 매리 픽포드가 두 자매를 그리피스 감독에게 소개하며 바이오그라프 영화사와 계약을 맺을 수 있도록 도와주었다. 얼마 되지 않아 릴리언 기시는 미국이 가장 사랑하는 여배우 중 하나가 되었다. 당시 열 아홉이었는데 캐스팅 감독에게는 열 여섯이라고 했다.

## 경력

### 초기 활동
릴리언 기시의 연극 무대 데뷔는 1902년으로 오하이오주 라이징썬에 있던 리틀 레드 스쿨 하우스에서였다. 1903년에서 1904년에 그녀는 어머니, 도로시와 함께 <그녀의 첫번째 잘못된 발걸음>이라는 연극으로 순회공연을 벌였다. 그 다음 해에는 뉴욕에서 사라 베른하르트와 춤추는 활동을 했다.

### 바이오그라프 영화사에서의 스타덤 (1912-1925)
10년간의 연극 무대 활동을 거쳐 릴리언은 도로시와 함께 1912년 <보이지 않는 적>이라는 단편으로 영화계에 데뷔한다. 당시 정통 비극 배우들은 영화를 저급하게 여겼으나 릴리언은 그 장점을 확신했다. 계속하여 연극 무대에서 활동했는데 1913년 <착한 꼬마 악마>를 하던 중에 빈혈증으로 쓰려졌다. 릴리언은 영화를 할 때에도 극단에 이를 때까지 고통을 감내하는 것이 거의 집착처럼 되었다. 무성영화 시절 그녀의 유명한 장면은 멜로 드라마였던 <동부 저 멀리>에서 빙판 위에 기절하여 손과 머리카락이 물에 끌리며 폭포를 향해 떠내려가는 장면이었다. 엄청난 추위 속에서 이런 연기를 하면서 손가락에 영속적인 신경 손상을 입었다. 그리고 10년쯤 후 <라 보엠>에서 죽는 장면을 준비하면서 삼일 동안 아무 것도 먹지도 마시지도 않았고 감독은 배역과 함께 실제로 배우가 죽는 것을 찍는 것은 아닌가 두려움에 휩싸였다고 한다.
릴리언은 그리피스 감독의 극찬받는 영화들에 다수 출연했다. 그것은 <국가의 탄생>(1915년), <인톨러런스>(1916년), <짖밟힌 꽃>(1919년), <동부 저 멀리>(1920년), <폭풍 속의 고아들>(1921년) 등이었다. 그리피스는 릴리언의 표현력을 최대한 활용하여 고통 속에 있지만 강인한 여주인공으로 만들었다. 영화 배우를 시작한 2년 동안 25개 이상의 단편 영화를 찍으면서 릴리언은 스타 배우가 되었고 나중에 "미국 영화의 영부인"으로 알려지면서 <동부 저 멀리> 같은 호화로운 문학 작품 영화들에 다수 출연했다. 그녀는 할리우드 영화계에서 가장 존경받는 여배우가 되었다.
릴리언은 그리피스가 그의 팀을 데리고 현장 촬영을 떠났을 때 동생 도로시의 영화 <남편 리모델링>의 감독을 맡은 적이 있었다. 그리피스는 스텝들이 그녀를 위해 더 열심히 일하는 것 같다고 했다. 기시는 이후 감독을 결코 하지 않았으며 당시 기자들에게 감독은 남자의 일이라고 했다. 그 영화는 현재 유실되었다.

### MGM 시절 (1925-1928년)
릴리언 기시는 1925년 당시 새롭게 설립된 MGM의 제안을 받고 그리피스 감독과 일하는 것을 그만두는 것에 대해 주저했다. MGM은 그녀에게 더 창의적인 자율권을 약속했다. 1926년 MGM은 그녀에게 6개의 영화와 각 영화 당 백만 달러를 약속했다 (2021년 기준으로 1천5백3십만 달러). 그녀는 그 액수는 거절하며 좀 더 적은 임금과 일정 비율을 요구했다. 그렇게 하여 영화사에서 그 돈을 가지고 최고의 배우, 시나리오 작가 등을 고용하여 영화의 질을 높이는데 사용할 수 있도록 했다. 무성영화 말기에 이르러 그레타 가르보가 MGM에서 여주인공으로 그녀를 앞질렀고 기시의 MGM과의 계약은 1928년에 만료되었다. MGM과 촬영한 1926년의 <라 보엠>과 <주홍 글씨>, 그리고 1928년의 <바람> 세 영화에서 그녀는 거의 전적인 권한을 가졌다. MGM 시절 영화 중 그녀가 가장 좋아하는 <바람>은 유성영화의 출현으로 상업적으로는 실패했으나 오늘날 무성영화 시절 가장 독특한 작품들 중 하나로 여겨진다. 이전과 같은 상업적 성공을 거두지는 못했지만 그녀의 작품들은 이전보다 더 예술적으로 존경을 받았으며 MGM은 새로 등장한 유성영화에 출연하도록 강권했다.

### 유성영화 데뷔, 연극으로의 귀환, 그리고 TV와 라디오 활동

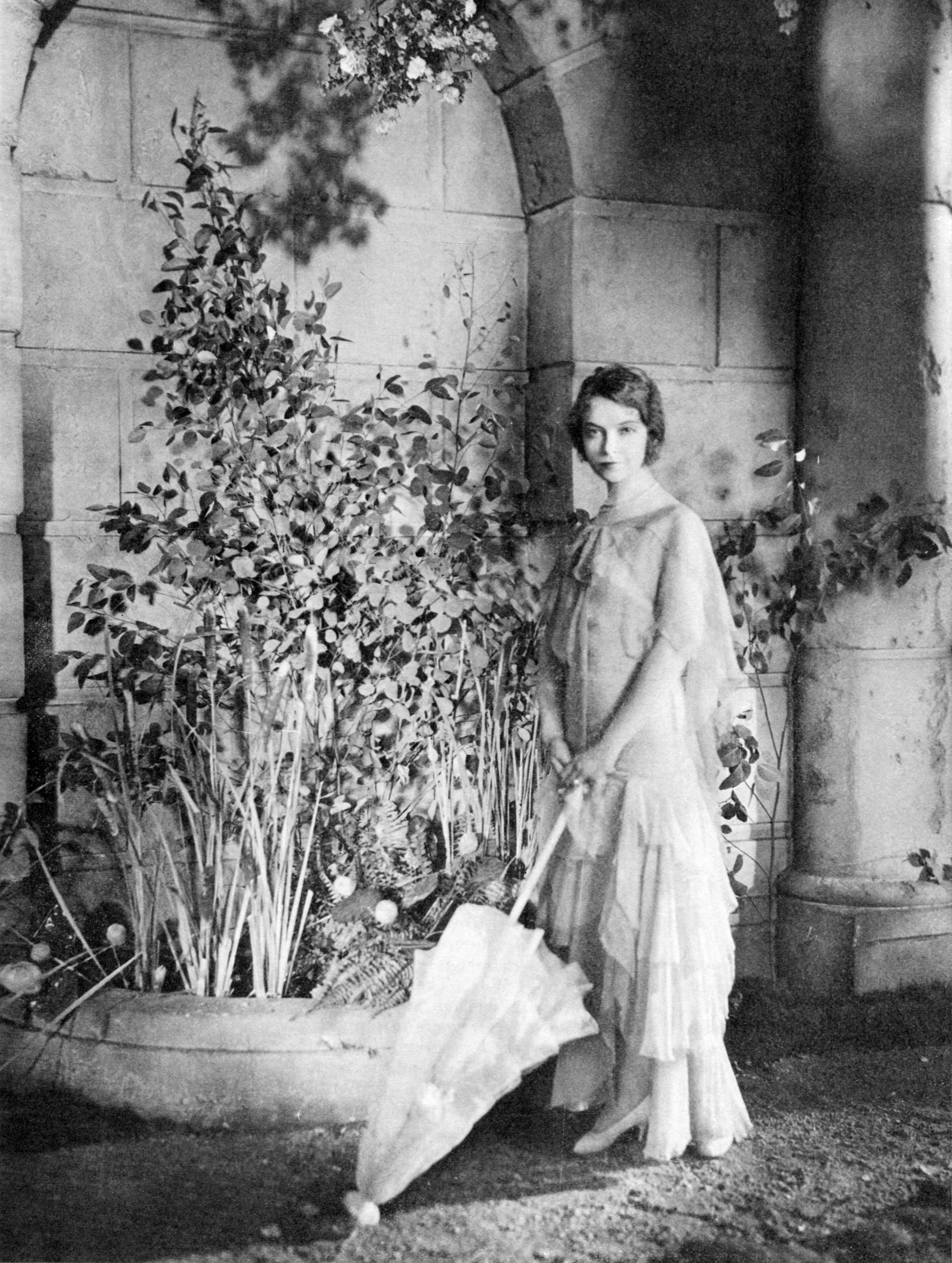
1930년 제드 해리스의 브로드웨이 작품인 <바냐 삼촌>에 출연한 릴리언 기시

유성영화 데뷔는 약간의 성공만을 거두었는데 이는 일반 대중들의 경향이 변화한 것에 많은 부분 기인했다. 릴리언 기시나 매리 픽포드 같은 많은 무성영화 시절의 여주인공들은 건전하고 순진한 이미지였는데 1930년대 초 (유성영화가 완전히 정착하고고 아직은 영화 제작 코드가 시행되기 전) 이러한 역할은 시대에 뒤떨어진 것으로 인식되었다. 천진한 소녀의 정반대 이미지인 요부의 인기가 절정에 달했다. 기시는 점점 "어리석고 성적 매력도 없는 골동품" 취급을 받게 된다 (이 표현은 동료 여배우 루이즈 브룩스가 기시에 대한 비판을 냉소적으로 요약한 것이었다). 루이스 B. 메이어는 대중의 관심을 끌기 위해 스캔들을 조작할 것을 제안했는데 릴리언은 화면 안과 밖에서 모두 연기를 해야하는 것을 원치 않았고 그녀의 첫사랑이었던 연극 무대로 돌아갔다. 1930년대와 1940년에 전반에 걸쳐 그녀는 대부분 연극에 집중하면서 1936년 거스리 맥클린틱의 기념비적 작품 <햄릿>에 오필리아로, 그리고 <동백꽃 여인>의 마가리타로 출연했다. <햄릿>에 대해 기시는 자랑스럽게 "내가 음란한 오필리아를 연기했어!"라고 했다.
영화로 다시 돌아온 기시는 1946년 <백주의 결투>로 아카데미 여우조연상 후보로 올랐다. 영화 후반부에 나오는 병들어 죽는 그녀의 연기는 무성영화 시절의 연기의 기억을 다시 소환하는 시도로 보였다. 이후에도 그녀는 간간이 영화에 출연했는데 1955년 <사냥꾼의 밤>에서 로버트 미첨이 연기한 살인적 설교자로부터 자신의 품에 들어온 아이들을 보호하는 수호 천사와도 같은 인상적인 역을 맡기도 했다. 릴리언은 <바람과 함께 사라지다>에서 엘렌 오하라나 스칼렛의 어머니(바바라 오닐이 연기한), 매춘부 벨 와틀링 (오너 먼슨이 연기한) 등에 이름이 거론되기도 했다.
기시는 1950년대 초부터 1980년대 말까지 텔레비전에 다수 출연하였다. 그 중 가장 찬사를 받은 것은 1953년의 <풍요로운 여행>이었다. 또한 단명한 브로드웨이 뮤지컬 <안야>에 출연하기도 했다. 이외에도 그녀는 잊혀진 예술인 무성영화의 수호자 중 하나로 고전 작품들의 상영과 관련 연설 등으로 활동했다. 1975년 그녀는 미국 공영방송 PBS에서 제작한 무성영화 관련 프로그램인 <무성 시절>의 호스트를 맡았다. 또한 TV 다큐멘터리<할리우드: 미국 무성영화의 전성시대>에 인터뷰가 나오기도 했다.

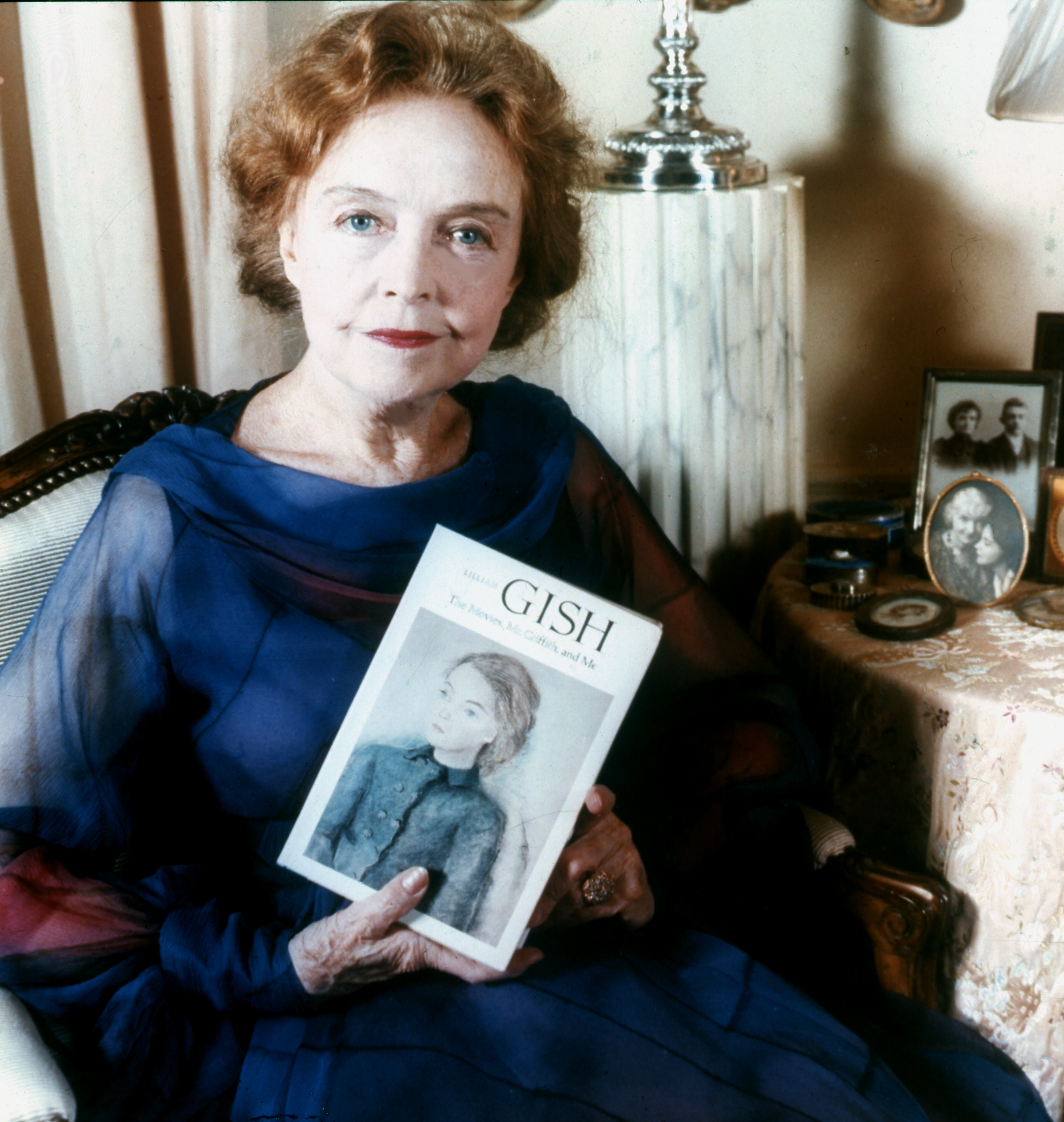
1973년 80세의 릴리언 기시

기시는 1971년 "최고의 예술성과 영화 발전에 대한 탁월한 공헌"으로 아카데미 특별상을 수상했고 1979년 로스앤젤레스에서 여성 영화인 크리스탈 어워드를 받았다. 1984년에는 미국 영화 연구소에서 수여하는 평생공로상을 받으면서 두 번째로 이 상을 수상한 여성이자 (첫번째는 1977년 베티 데이비스였다) 무성영화 시절 배우로서는 최초가 되었다. 또한 할리우드 명예의 거리에 그녀의 이름으로 별이 새겨져 있다.
그녀의 마지막 작품은 93세에 촬영한 1987년의 <8월의 고래>로 빈센트 프라이스, 베티 데이비스, 앤 소던과 함께 출연했다. 기시와 데이비스는 메인주에 사는 늙은 자매로 나왔고 기시는 이 역으로  전미 비평가 위원회의 최우수 여배우상을 받았으며 칸 영화제에서 기시는 관중들로부터 10분간 기립박수를 받았다. 연예계의 어떤 이들은 기시가 <8월의 고래>로 오스카상 후보에 오르지 않았음에 분통을 터뜨리기도 했다. 릴리언은 만족해하면서 단지 "갔다가 셰어에게 상을 빼앗기는 것보다는 낫다"고만 했다.
연기자로서의 마지막 작품은 1988년 제롬 컨의 <쇼 보트> 녹음에 참여한 것이었다. 여기에서 그녀는 마지막 장면인 제방에서 노인의 짧은 대사를 감동적으로 읽었다. 그녀의 긴 경력의 마지막 말은 "굿나잇"이었다.

### 라디오 활동
릴리언 기시는 인기있는 1943년 CBS 라디오 시리즈 <서스펜스>의 한 에피소드에 나왔고 1944년 CBS의 <내가 거기 있었다>에서 <국가의 탄생> 영화 제작에 관한 내용을 드라마 형식으로 방송하는데 출연했다. 또한 1951년 5월 31일, 그녀는 브로드웨이의 플레이하우스에서 블랙 쉬폰을 각색한 작품에 출연했다.

## 수상 내역
미국 영화 연구소에서는 릴리언 기시를 미국 고전 영화에서 가장 위대한 여배우 17위에 선정했다. 1955년 그녀는 조지 이스트맨 어워드에서 영화 예술에 지대한 공헌에 대한 상을 받았고 1971년 아카데미 명예상을, 1984년 AFI의 평생공로상을 받았으며 1982년 케네디 센터 명예상을 수상했다.
1979년 로스앤젤레스의 윌턴 극장에서 <바람> 상영회의 소개를 맡았고 1983년 텔루라이드 영화제에 특별 손님으로 초청되었다.

### 볼링 그린 주립대학
볼링 그린 주립대학의 연극영화과의 기시 영화관과 갤러리는 릴리언과 도로시의 이름을 땄다. 릴리언은 1976년 6월 11일, 헌정식에 참석하여 자신과 몇 년 전 사망한 동생에게 주어진 명예에 감사했다. 다음날 대학은 기시에게 공연예술 명예박사 학위를 수여했다. 1982년에 대학은 현대미술관에 전시되어 있던 기시의 영화와 사진들을 넘겨받았다. 1990년대에 대학은 기시 극장 보수를 위해 기시의 친구와 동료들에게 기부금을 요청했다. 또한 1993년 기시의 사망 이후 대학은 기시의 유산에서 받은 기념품 전시를 위해 갤러리를 확장 기금을 모았다.
한편 2019년 2월, 대학의 흑인학생연합은 논란의 여지가 있는 <국가의 탄생>에 기시가 연루되어 있기에 기시 극장의 이름을 바꿀 것을 요구했다. 2019년 4월 대책위원회는 기시의 이름을 뺄 것을 권장했고 이사회는 만장일치로 2019년 5월 3일 이름을 삭제하기로 결정했다.
릴리언 기시의 마지막 영화였던 <8월의 고래>의 공동 제작자였던 마이크 카플란은 볼링 그린 주립대학에 도로시와 릴리언의 이름을 복원해 줄 것을 촉구하는 청원서를 배포했다. 여기에 헬렌 미렌, 제임스 얼 존스, 베르트랑 타베르니에 감독, 마틴 스코세이지 감독을 비롯한 50여명의 영화계 인사들이 서명했다.

## 사생활

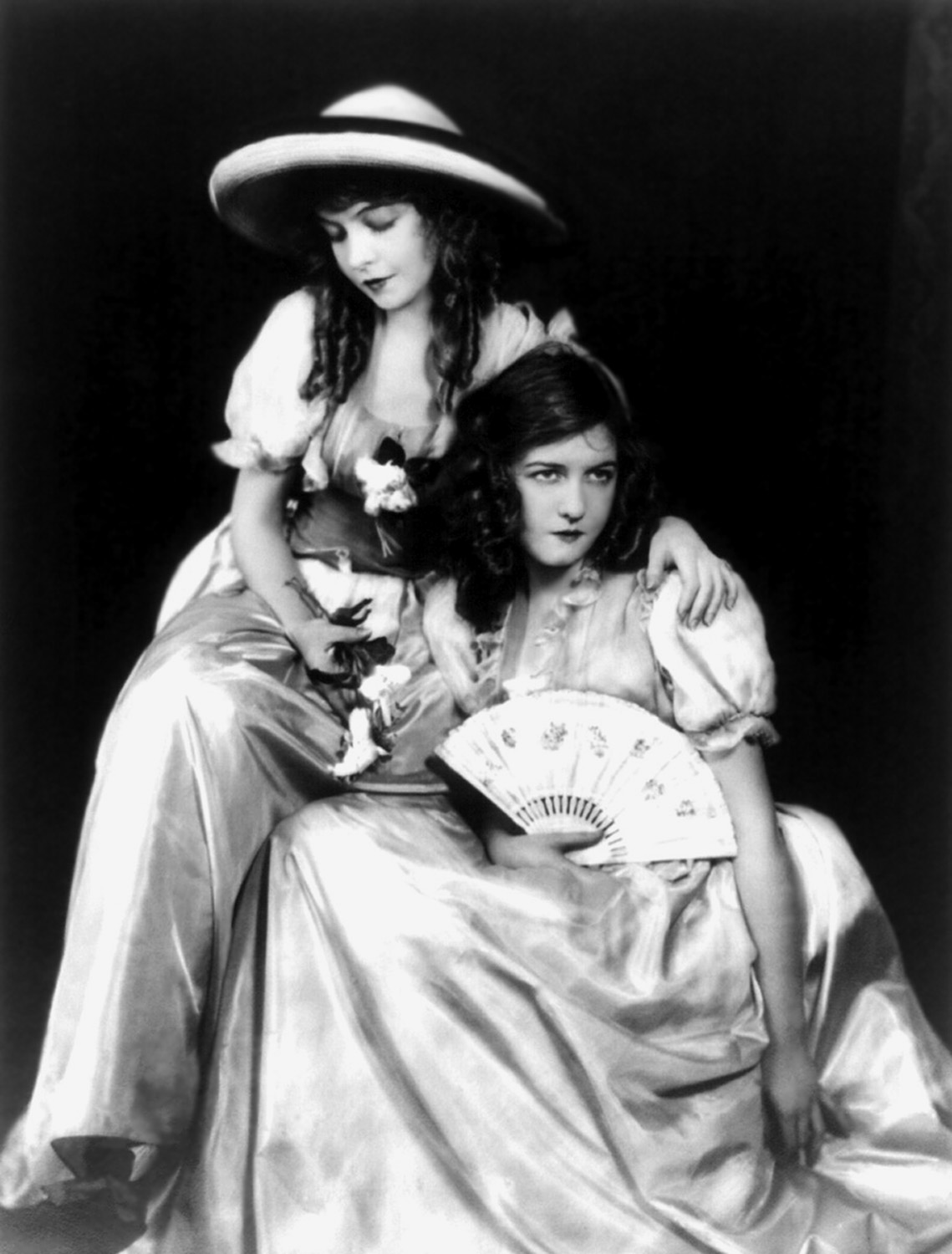
릴리언과 동생 도로시 (1921년)

릴리언 기시는 결혼하지 않았고 자녀도 없었다. 그녀와 D. W. 그리피스 감독과은 매우 가까운 사이였기에 둘 사이의 로맨스에 관한 소문이 있었으나 기시는 결코 인정하지 않았다. 다만 그들의 동료들 중 몇몇은 그들이 적어도 잠시 동안 연애를 했었다고 확신했다. 남은 생애 동안 그녀는 늘 그를 "미스터 그리피스"로 칭했다. 또한 그녀는 제작자인 찰스 듀얼, 그리고 연극 평론가이자 편집자인 조지 진 네이선과도 관계가 있었다. 1920년대에 듀얼은 기시가 자신과의 관계에 관한 세부 사항들을 공개한데 대해 고소했고 타블로이드에서는 이에 대한 기사를 쏟아내기도 했다.
1918년 독감 팬더믹 당시 <짓밟힌 꽃>을 촬영하면서 감염되었지만 완쾌되었다.
그녀는 동생 도로시와 매리 픽포드와 평생 동안 친밀한 관계를 유지했다. 그녀와 가까운 친구로는 "미국 연극의 영부인"으로 일컬어지는 헬렌 헤이스가 있다. 기시는 헤이스의 아들 제임스 맥아더의 대모이기도 했고 그녀보다 3주 더 오래 살았던 헤이스를 유산 상속자로 지정했었다.
기시는 독실한 성공회 신자였다.

### 정치적 견해
릴리언 기시는 확고한 공화당원으로 드와이트 D. 아이젠하워 대통령과 그의 아내 마미와도 친했다. 또한 1960년 대선에서 실패했던 리처드 닉슨을 지지했고 로널드 레이건과도 친구였다. 레이건 대통령 당시 기시는 낸시 레이건에게 "당신과 레니가 입을 열 때마다 내 생각을 말한다"는 내용의 편지를 보내기도 했다.
유럽에서 2차 세계대전이 발발한 이후 진주만 공습까지 지속된 미국의 정치적 혼란기에 그녀는 불간섭 입장을 드러내고 견지했다. 그녀는 R. 더글러스 스튜어트 주니어가 이끄는 법대생 그룹과 항공 개척자인 찰스 린드버그가 주요 대변인으로 있었던 반개입 조직인 아메리카 퍼스트 위원회의 적극적 회원이었다. 그녀가 말하길 자신은 반개입운동을 중단하고 또 그렇게 했다는 것을 절대 공개하지 않겠다는 계약서에 서명할 때까지 영화와 연극계에서 블랙리스트에 올라 있었다고 했다.

## 사망
릴리언 기시는 1993년 2월 27일 99세의 나이에 심부전으로 사망했다. 100세를 8개월 앞둔 때였다. 화장된 유골은 뉴욕에 있는 성 바돌로매 성공회에 여동생 도로시와 함께 안장되었다. 재산은 수백만 달러로 평가되었고 대부분은 도로시와 릴리언 기시 프라이즈 신탁을 만드는데 쓰여졌다.

## 유산

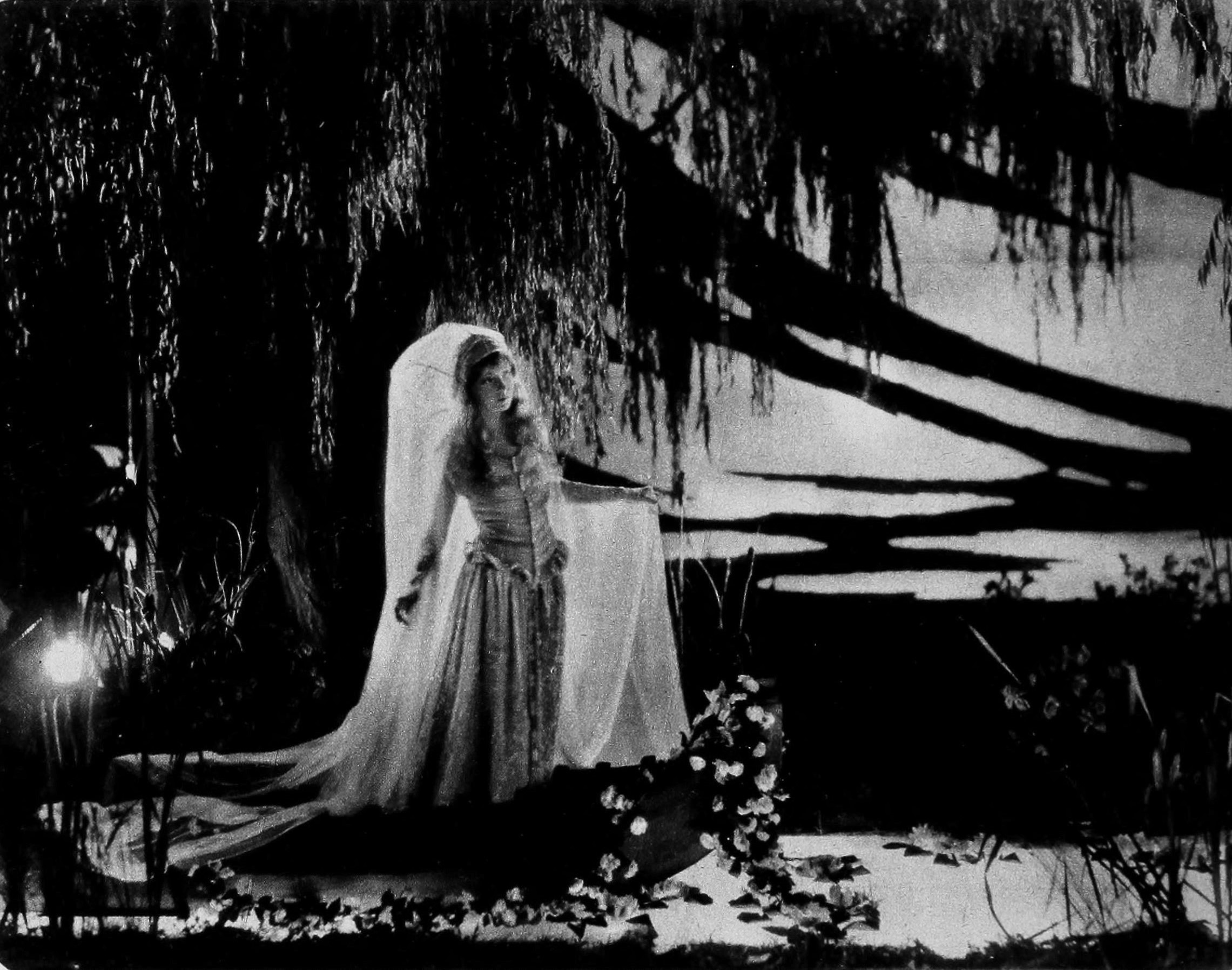
<동쪽 저 멀리>에서 아스톨랏의 일레인 역의 릴리언 기시

릴리언 기시의 삶과 업적에 대한 회고는 에미상을 수상한 미국 공영방송 PBS의 <아메리칸 마스터> 시리즈의 하나로 선보였다.
올 무비 가이드에서는 그녀의 유산에 대해 다음과 같이 쓰고 있다:
릴리언 기시는 영화산업에 있어 최초의 진정한 여배우로 여겨진다. 영화 연기 기법의 기본을 개척한 그녀는 연극 무대에서의 연기와 영화에서의 연기에 있어 많은 중요한 차이점을 인식한 최초의 스타였다. 동시대 배우들이 크고 극적인 획으로 연기한데 비해 기시는 셈세하고 미묘한 변화를 통해 놀라운 감정적 충격을 전달했다. 무성영화 시대에서 가장 최고라거나 가장 인기있는 여배우는 결코 아니었지만 가장 재능있었고 허약하고 나약해 보이는 겉모습 뒤에는 비할 데 없는 육체적, 정신적 힘을 비축하고 있었다. 그 어떤 초기 시절의 스타들 보다 진정한 예술 형식으로 영화가 인정받도록 싸웠고 그러한 그녀의 업적은 다른 모든 배우들에게 기준으로 남아 있다.

터너 클래식 무비는 다음과 같이 쓰고 있다:
보드빌로부터 예술적 표현의 한 형태로 영화 연기를 개척한 배우 릴리언 기시는 진지한 연극 배우들이 영화를 천박하게 여겼던 시기에 창조적인 길을 개척했다. 기시는 자신의 역할에 연극계의 동료들과는 다른 기술 감각으로 접근했다. 시간이 흐르면서 그녀의 섬세한 연기는 배우로서의 위상은 물론 영화 자체의 명성까지도 끌어올렸다.

- 도로시와 릴리언 상
- 오하이오주 마실론에는 기시의 이름을 딴 거리가 있다. 기시는 그곳에서 어린 시절을 보냈고 이후 그곳을 자신의 고향이라고 다정스레 언급했다.[32]
- 프랑수아 트뤼포는 자신의 영화 <사랑의 묵시록>(1973년)을 도로시와 릴리언 기시에게 헌정했다.[33]
- 1933년의 소설 <K 중대>에는 곤경에 빠진 군인에게 기쉬의 사진이 영감을 주는 내용이 있다.[34]
- 베벌리힐스에 위치한 고급 부티크 호텔 메종 140은 할리우드 배우인 릴리언과 도로시 기시의 소유였다. 둘은 이 맨션을 할리우드로 진출하려는 젊은 여배우들을 위한 집으로 만들었다. 오하이오에서 온 이들은 집을 떠나 꿈을 좇는 동안에 집의 따뜻함을 느낄 수 있는 곳의 필요성을 너무도 잘 알고 있었다.[35]

## 대중 문화
미국의 록 밴드 스매싱 펌킨스는 1991년 데뷔 앨범을 릴리언 기시의 이름을 따서 <Gish>라고 붙였다. 보컬인 빌리 코건은 인터뷰에서 "내 할머니는 자신이 사는 동안 일어났던 굉장한 일 중 하나가 릴리언 기시가 기차를 타고 할머니네 마을을 지나갔던 것이라고 말하곤 하셨다. 할머니는 거의 아무 것도 없는 곳에 살았기에 그것은 대단한 사건이었다..."
"릴리언 기시"는 물고기와 소변을 보는 것을 뜻하는 스코틀랜드 운율의 속어다. 스코틀랜드 시트콤인 <스틸 게임>에서 윈스턴 잉그램이 "릴리언 기시하러 갔다온다"라는 대사가 나오는데 이는 "피시(pish)하러 간다"는 뜻이다 (피시(pish)는 스코틀랜드 토착어로 오줌을 뜻한다).

## 출연
- 국가의 탄생 (The Birth of a Nation, 1915년)
- 인톨러런스 (Intolerance, 1916년)
- 꺾어진 꽃 (Broken Blossoms, 1919년)
- 동부 저 멀리 (Way Down East, 1920년)
- 풍운의 고아 (Orphans of the Storm, 1921년)
- 주홍글씨 (The Scarlet Letter, 1925년)
- 백주의 결투 (Duel in the Sun, 1947년)
- 나와 그리피스와 영화 (1969년)
- 도로시와 릴리언 기쉬 (1973년)